# 3-careen
3-careen (IUPAC-naam: 3,7,7-trimethylbicyclo[4.1.0]hept-3-een) is een organische verbinding met als brutoformule C10H16. Het is een vloeibaar bicyclisch monoterpeen met een zoete en doordringende geur. 3-careen is een belangrijk bestanddeel van terpentijnoliën afkomstig van de grove den en andere soorten uit de dennenfamilie.
Het is onoplosbaar in water (door de grote apolariteit van de molecule), maar mengbaar met vetten en oliën.
2-careen en 4-careen zijn twee isomeren van 3-careen, die ervan verschillen door de plaats van de dubbele binding.